# Fosse no 1 - 3 des mines d'Azincourt
La fosse no 1 - 3 de la Compagnie des mines d'Azincourt est un ancien charbonnage du Bassin minier du Nord-Pas-de-Calais, situé à Monchecourt. La fosse Saint-Roch est commencée en 1858, à plusieurs kilomètres de trois autres fosses exploitées par la compagnie : Saint-Édouard, Sainte-Marie et Saint-Auguste. L'effondrement du puits Saint-Auguste en 1876, puis celui de la fosse Saint-Édouard six ans plus tard fait que la fosse Saint-Roch est la seule active de la compagnie en 1882. Une fosse no 2 pour l'aérage et la remonte des terres est ajoutée sur un autre carreau à Erchin en 1888. Des corons sont construits. Le puits de la fosse no 3 est commencé en 1908 au sud de la fosse no 1 et commence à produire en 1911. Cette dernière assure alors l'aérage. Des cités sont construites, ainsi qu'une église et une école. La fosse ferme en 1936, à la suite de la faillite de la compagnie, et les puits sont comblés. Bien après la fermeture de la fosse, les deux terrils coniques nos 222 et 227 sont exploités. La cokerie a également survécu à la fosse.
Au début du XXIe siècle, Charbonnages de France matérialise les têtes des puits nos 1 et 3. Les bâtiments subsistants sont détruits à la fin des années 2000, à l'exception de la base du château d'eau. Les terrils et le carreau de fosse sont reconvertis en espace vert, les cités, l'église et les écoles ont été rénovées.

## La fosse

### Fonçage
La fosse Saint-Roch est ouverte à Monchecourt en 1858 à 4 300 mètres à l'ouest-sud-ouest de la fosse Sainte-Marie, et à 530 mètres de la limite nord de la concession avec celle d'Aniche. Le diamètre du puits est de quatre mètres. Le cuvelage est en bois de 21 à 72 mètres. Le terrain houiller a été atteint à 159 mètres ou 165 mètres. Vers 1858, la Compagnie a aussi tenté d'ouvrir une autre fosse sur le territoire de Monchecourt, mais les travaux ont avancé lentement, et ils ont été abandonnés définitivement.

### Exploitation
La fosse Saint-Roch extrait alors que les fosses Saint-Édouard, Sainte-Marie et Saint-Auguste sont également productives. Vers 1886, le puits est approfondi jusqu'au niveau de 480 mètres. De nouveau accrochages ont été installés à 345 et 395 mètres. Un autre est prévu à la profondeur de 470 mètres. En 1888 commencent à Erchin les travaux de la fosse no 2, destinée à l'aérage et à la remonte de terres. La fosse Saint-Roch est renommée fosse no 1.

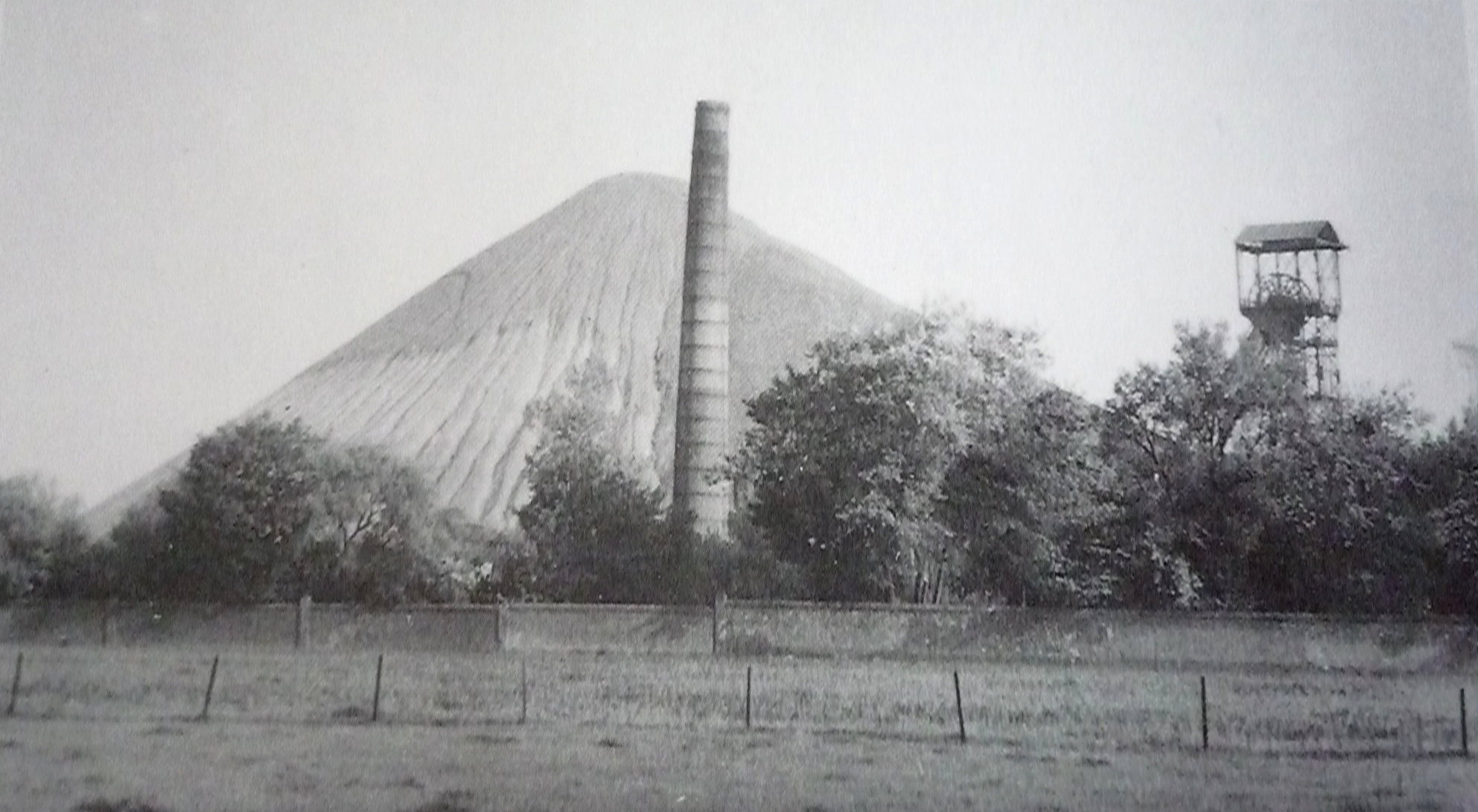
Le chevalement et le terril du no 3.

La fosse no 3 est foncée en 1908, au sud du carreau Saint-Roch et du puits déjà existant depuis cinquante ans, à Monchecourt. L'extraction débute en 1911, le puits Saint-Roch n'assure plus que l'aérage. Le diamètre du puits no 3 est de cinq mètres. Il est situé à 118 mètres au sud du puits no 1.
La profondeur finale du puits no 1 est de 630 mètres. Il y a eu huit étages de recette aux profondeurs de 205, 245, 295, 345, 395, 470, 545 et 620 mètres. La profondeur finale du puits no 3 est de 690 mètres. Le cuvelage est en fonte de quinze à 81 mètres. Le terrain houiller a été atteint à 160 mètres. Il y a eu neuf étages de recette aux profondeurs de 205, 245, 295, 345, 395, 470, 545, 620 et 650 mètres. Les puits sont remblayés fin 1936, à la suite de la faillite de la compagnie. La cokerie continue toutefois d'être exploitée.

### Reconversion
Au début du XXIe siècle, Charbonnages de France matérialise les têtes des puits nos 1 et 3. Le BRGM y effectue des inspections chaque année. À la fin des années 2000, les bains-douches ainsi qu'une sorte de hangar et le réservoir sont détruits, il ne subsiste plus que la base de ce réservoir.

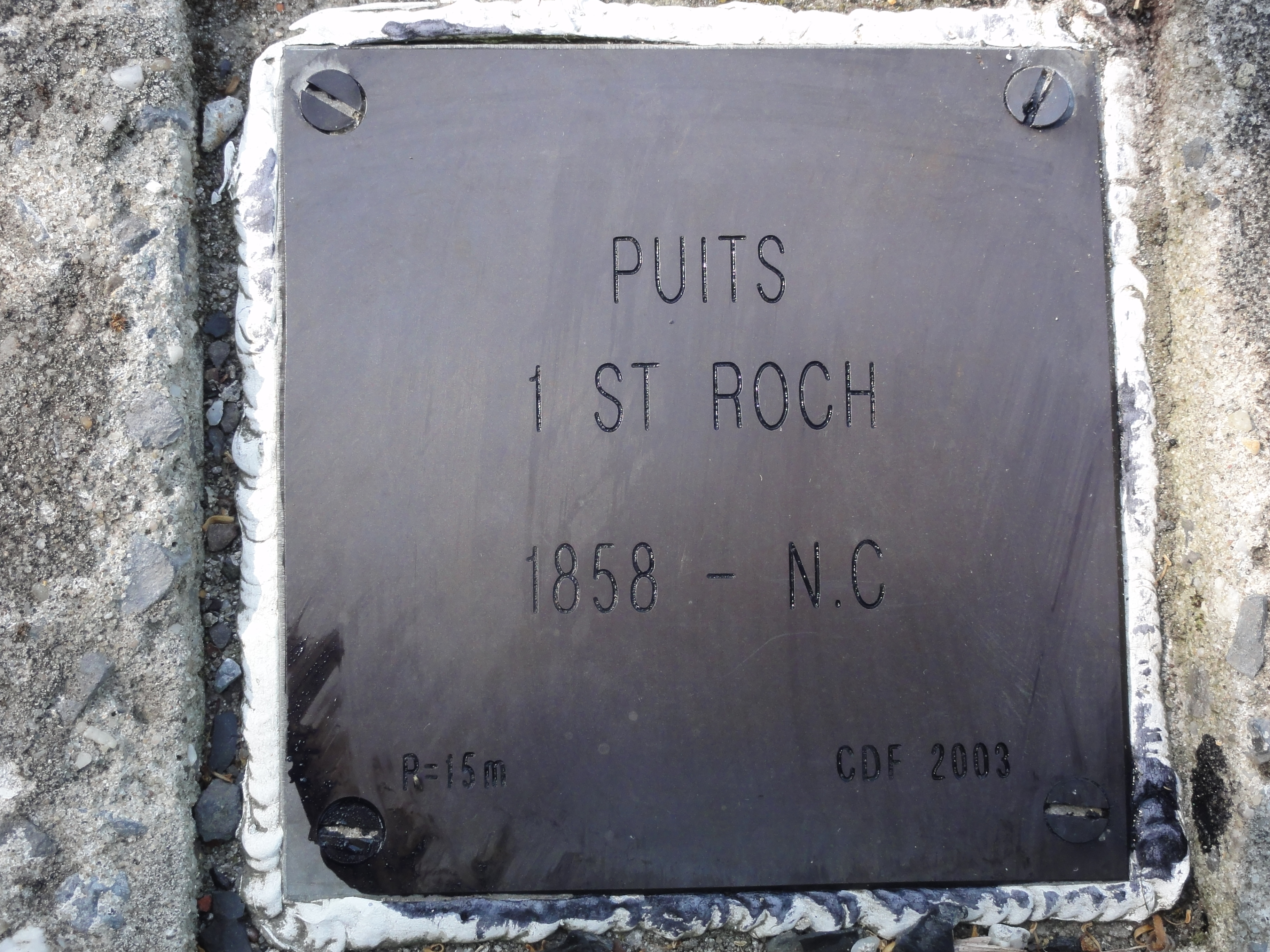
« Puits 1 Saint-Roch, 1858-NC ».
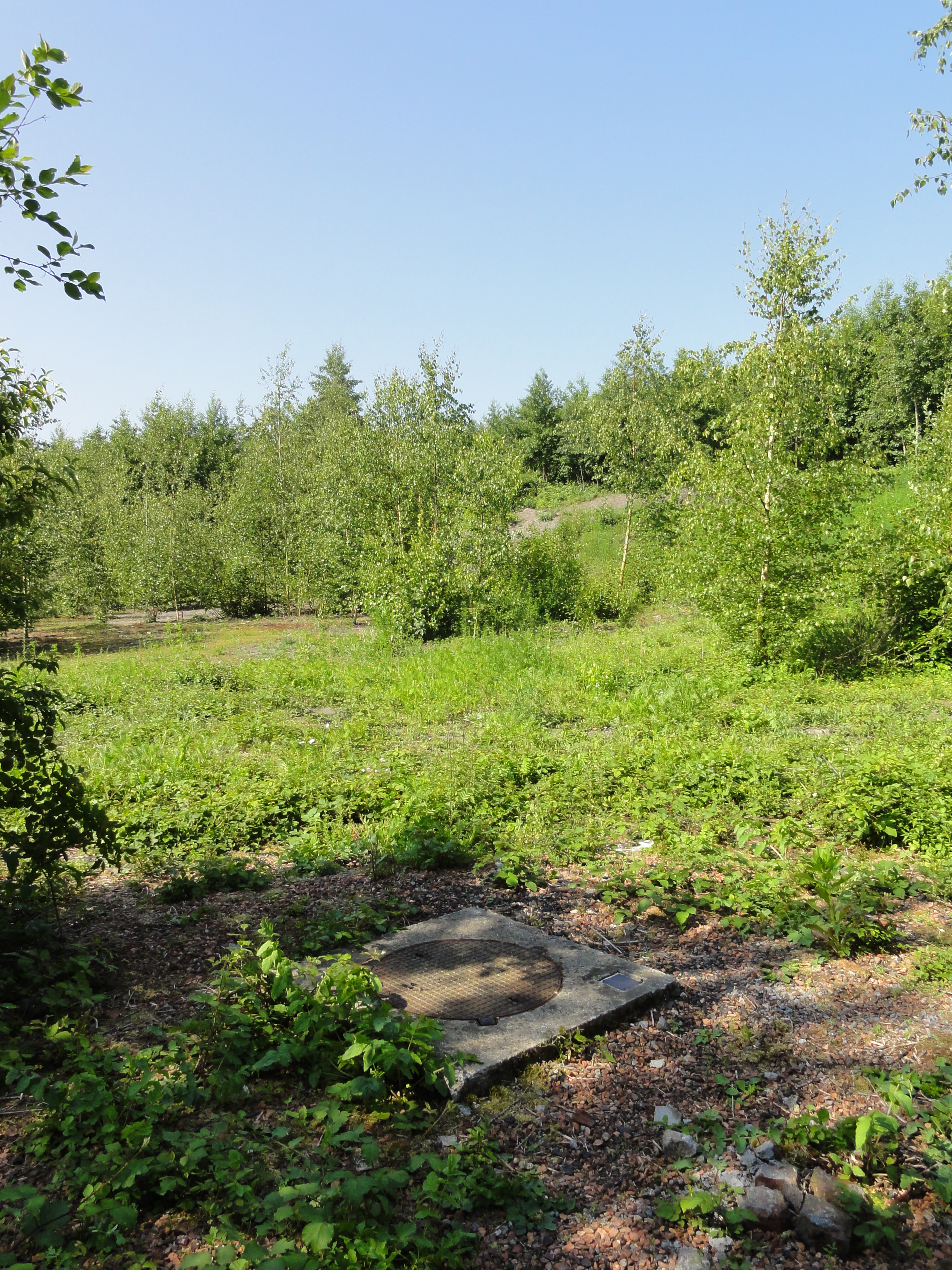
Le puits no 1 dans son environnement.
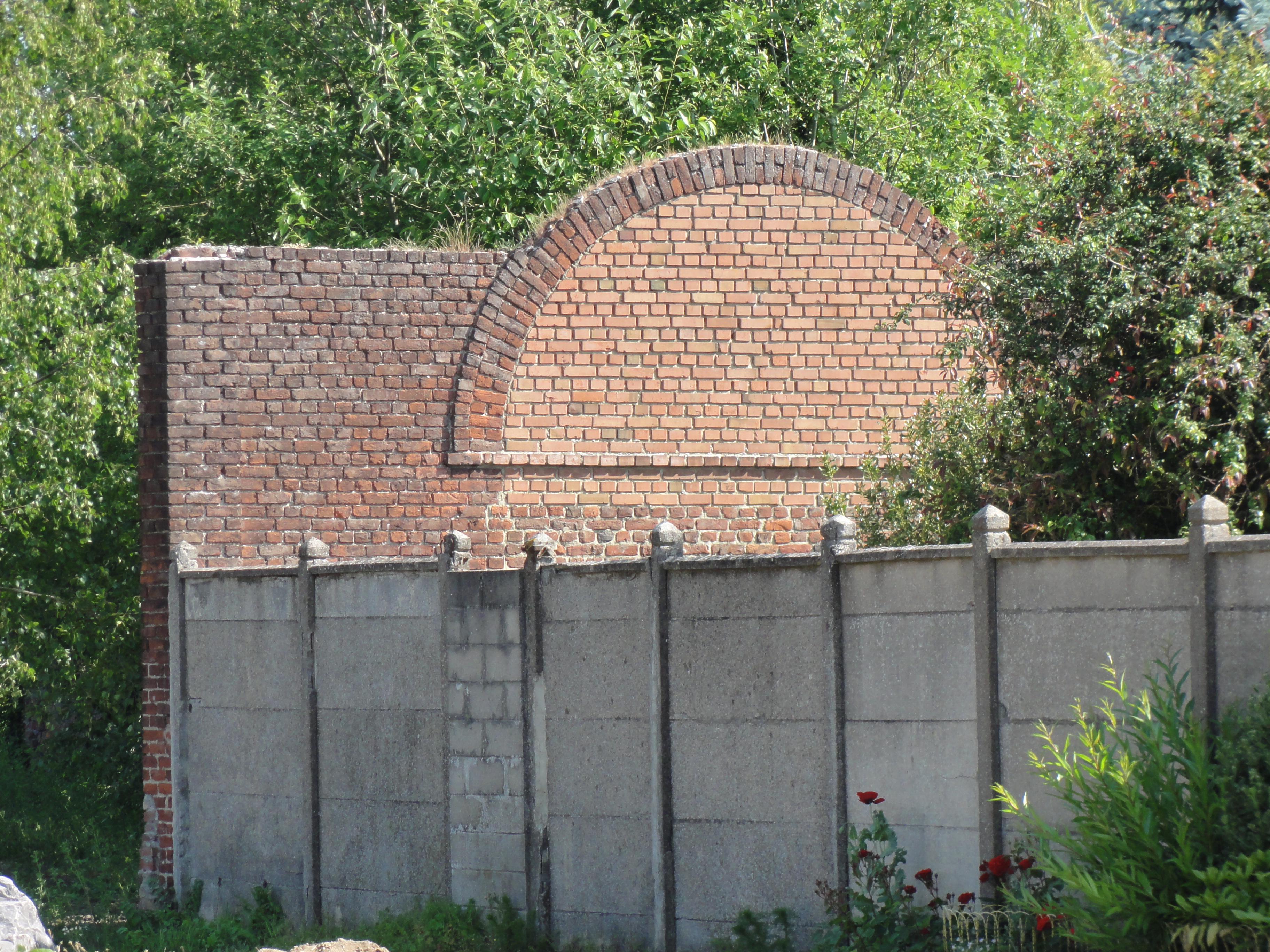
Vestige d'un mur.
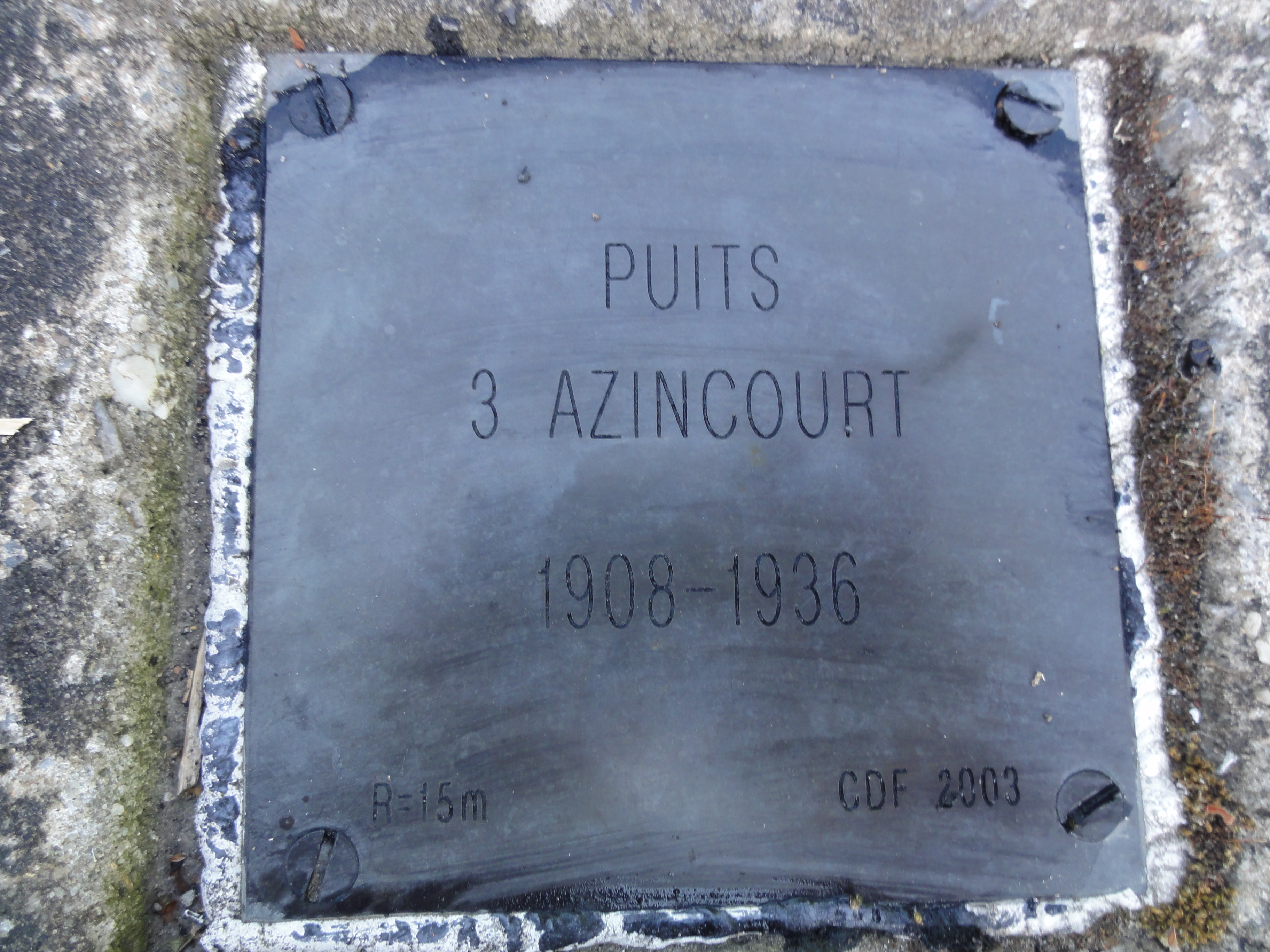
« Puits 3 Azincourt, 1908-1936 ».
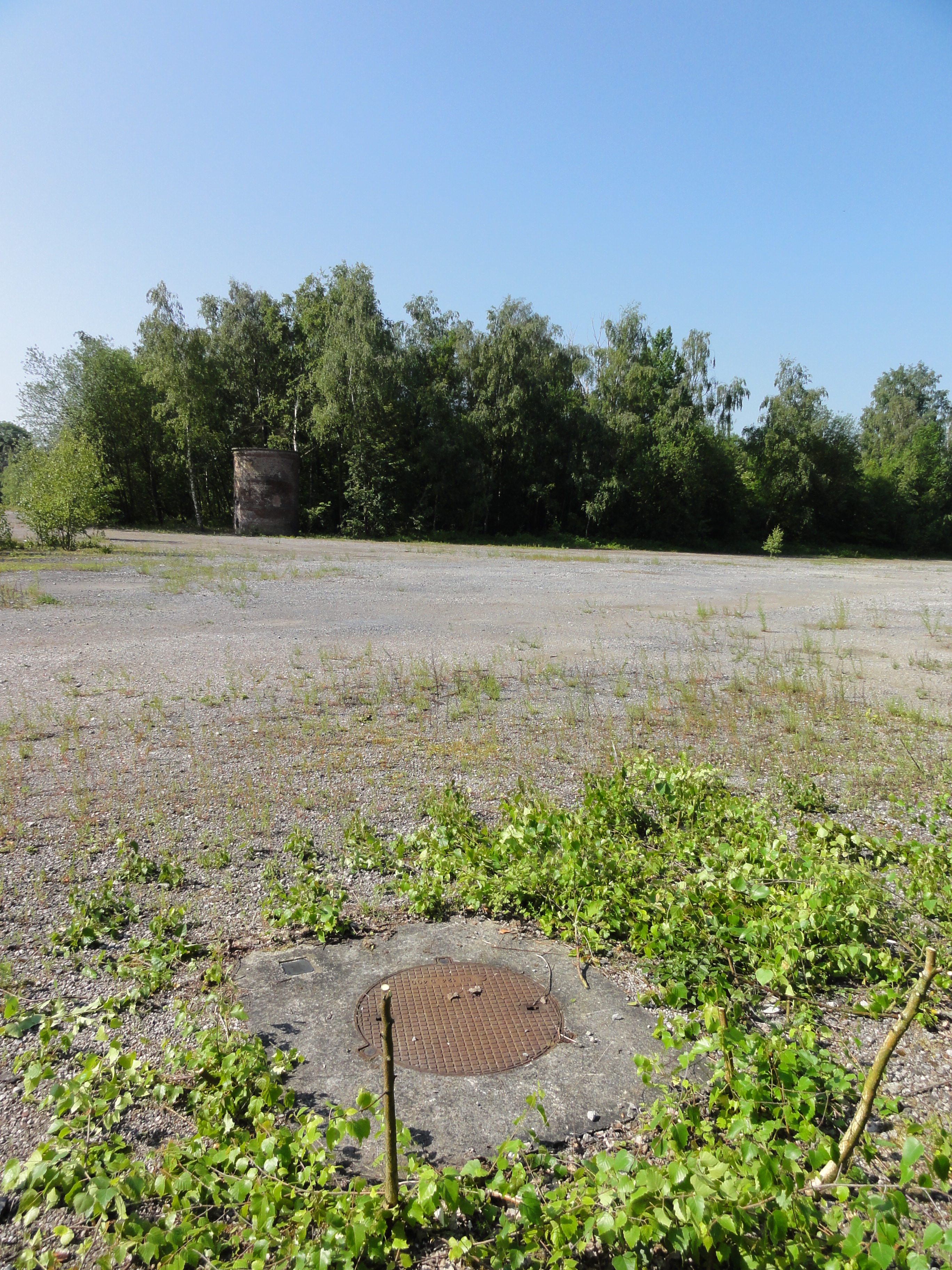
Le puits no 3 dans son environnement.
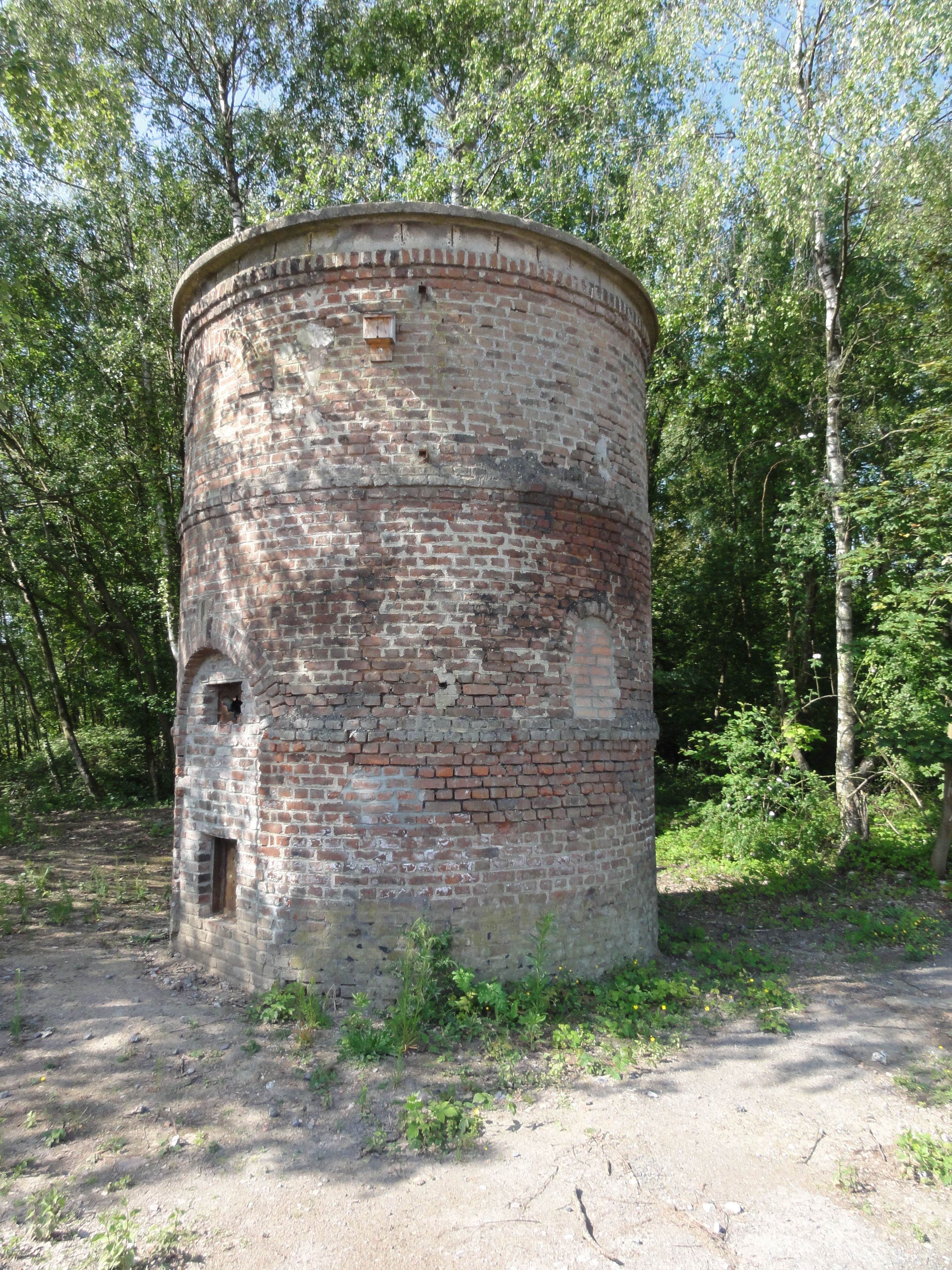
La base du château d'eau.

## Les terrils
Deux terrils résultent de l'exploitation des fosses nos 1 et 3.

### Terrilno222, Saint Roch

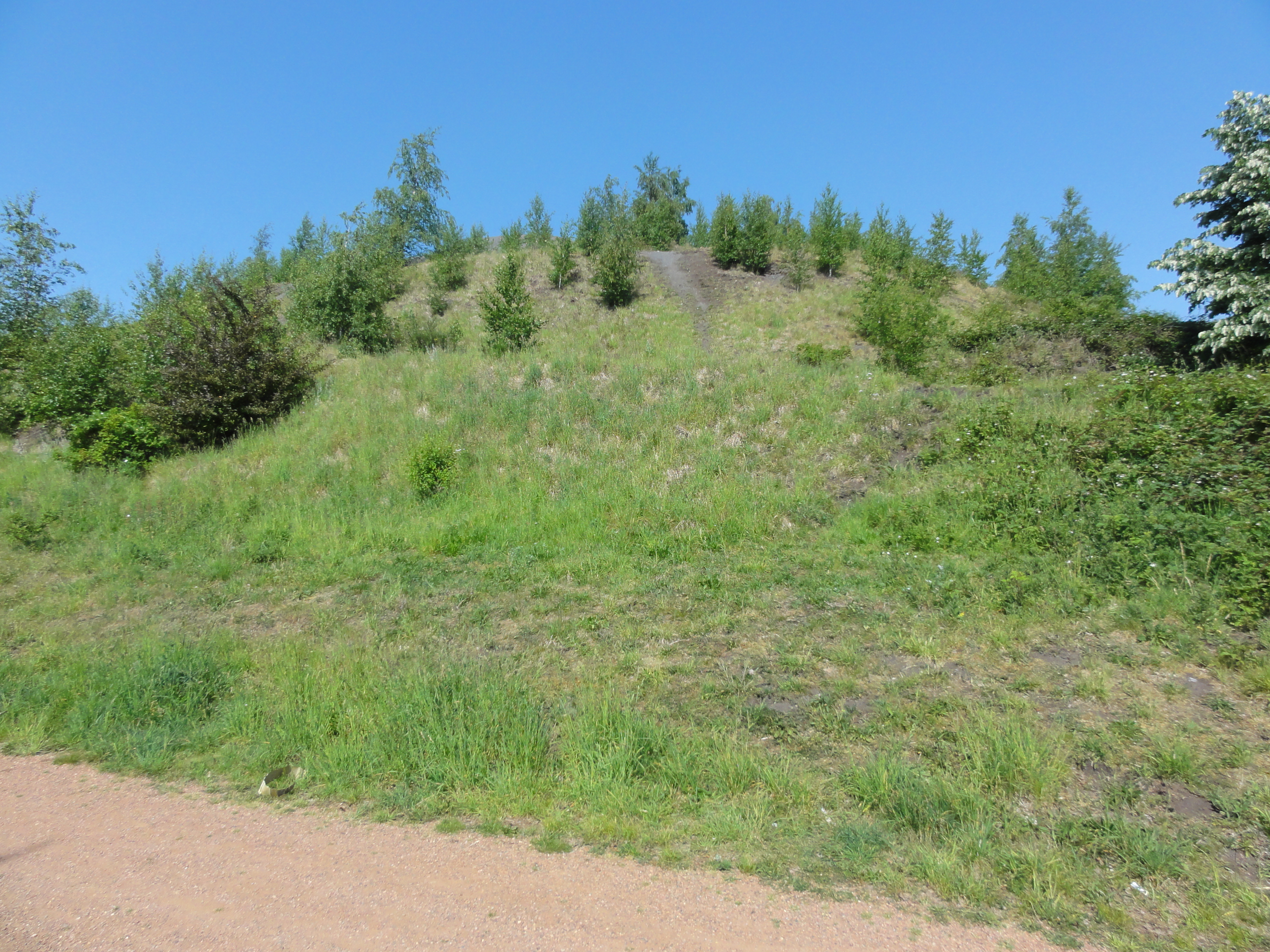
Le terril Saint Roch.

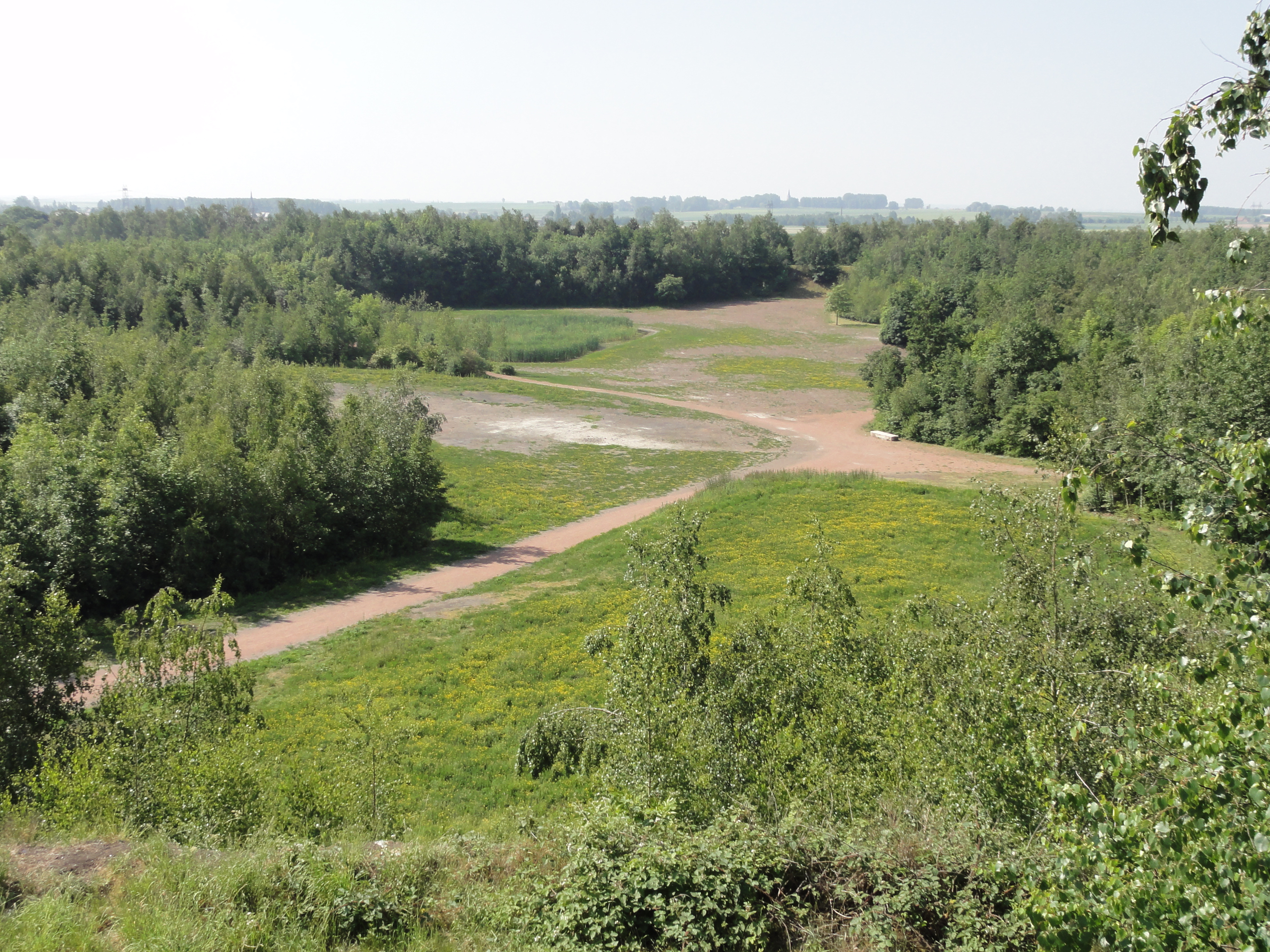
Le terril du 3 d'Azincourt.

50° 19′ 09″ N, 3° 12′ 15″ E
Le terril no 222, Saint Roch, situé à Monchecourt, est le terril conique de la fosse no 1 des mines d'Azincourt. Exploité, il subsiste toujours sur une vingtaine de mètres. Juste au sud se trouve le terril no 227.

### Terrilno227, 3 d'Azincourt
50° 19′ 01″ N, 3° 12′ 13″ E
Le terril no 227, 3 d'Azincourt, situé à Monchecourt, est le terril conique de la fosse no 3 des mines d'Azincourt. Exploité, il ne subsiste que la base. Le terril no 222 se situe juste au nord.

## Les cités
Des cités ont été bâties à proximité de la fosse, elles portent le nom de cité Saint-Robert.

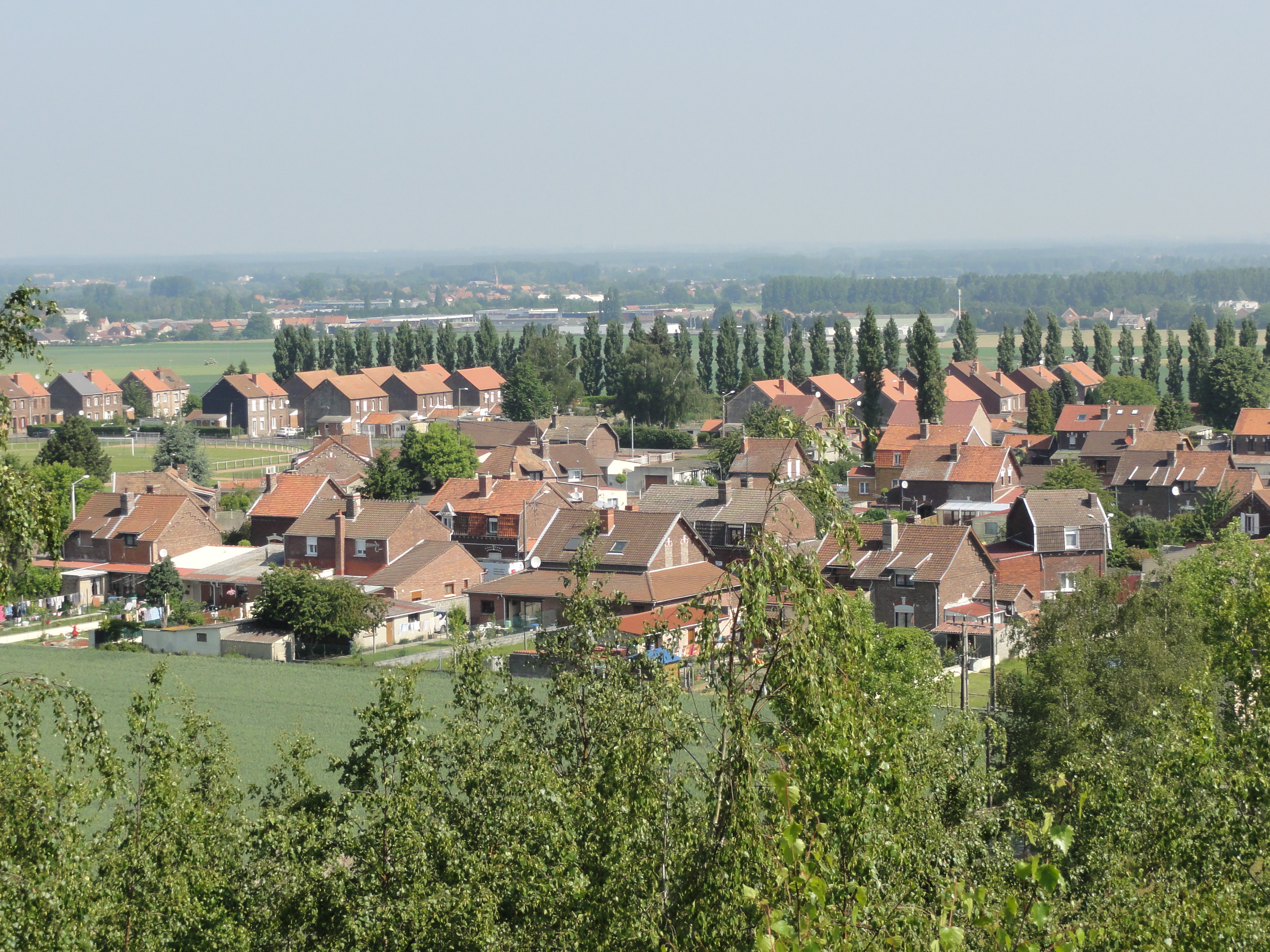
Les cités vues depuis le terril no 222.
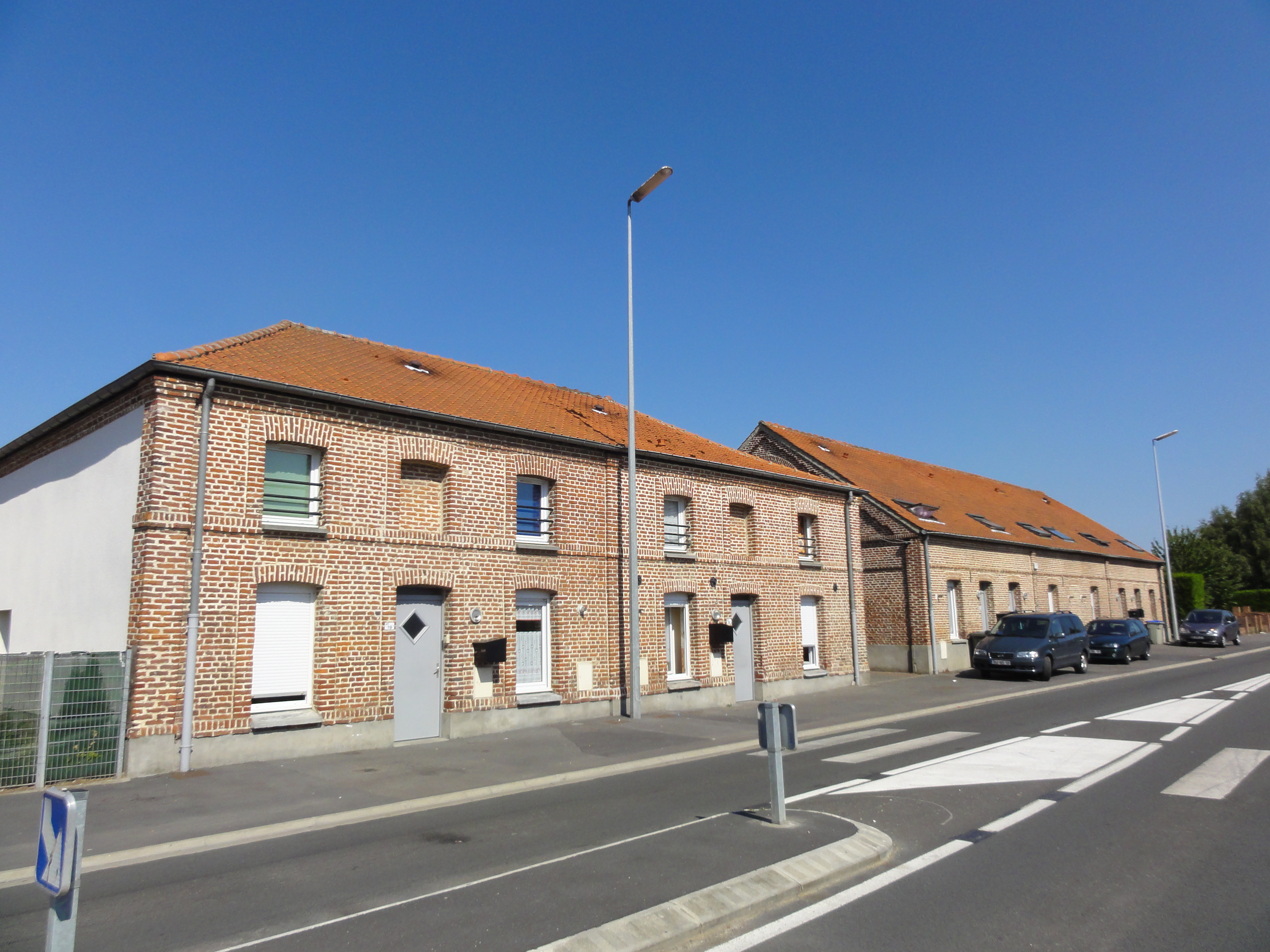
Des corons anciens.
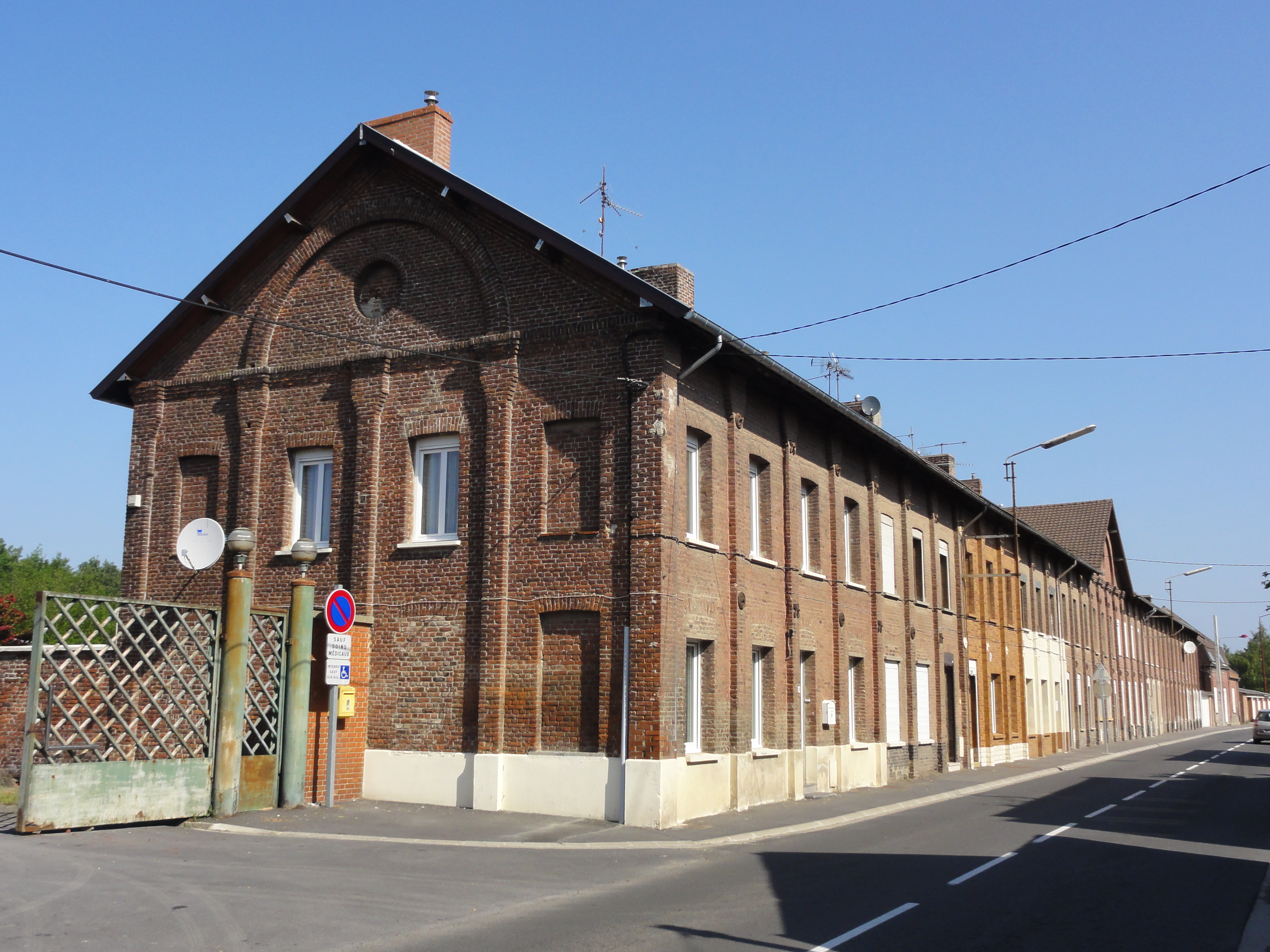
Un long coron.
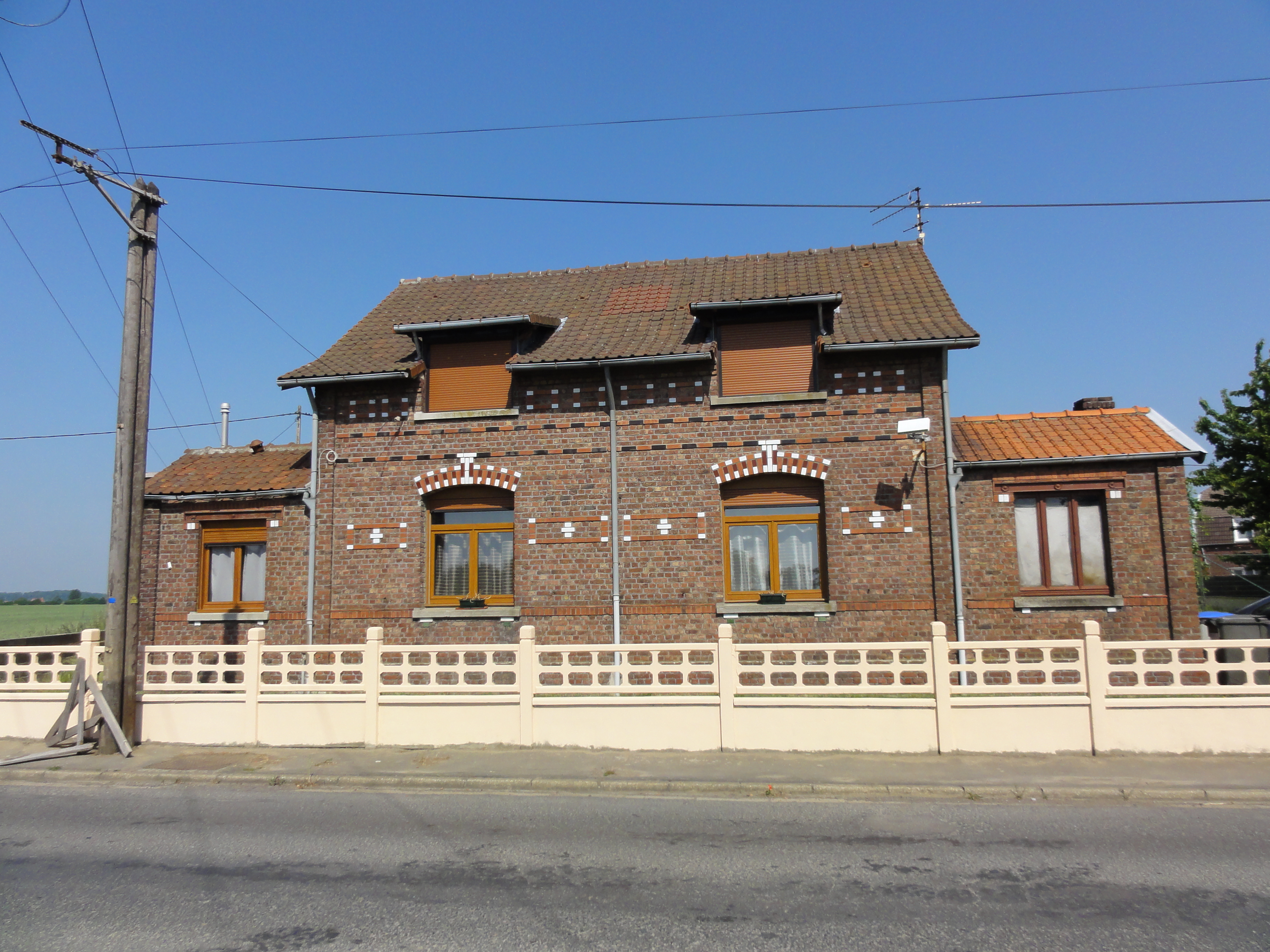
Une maison avec ses briques vernissées.
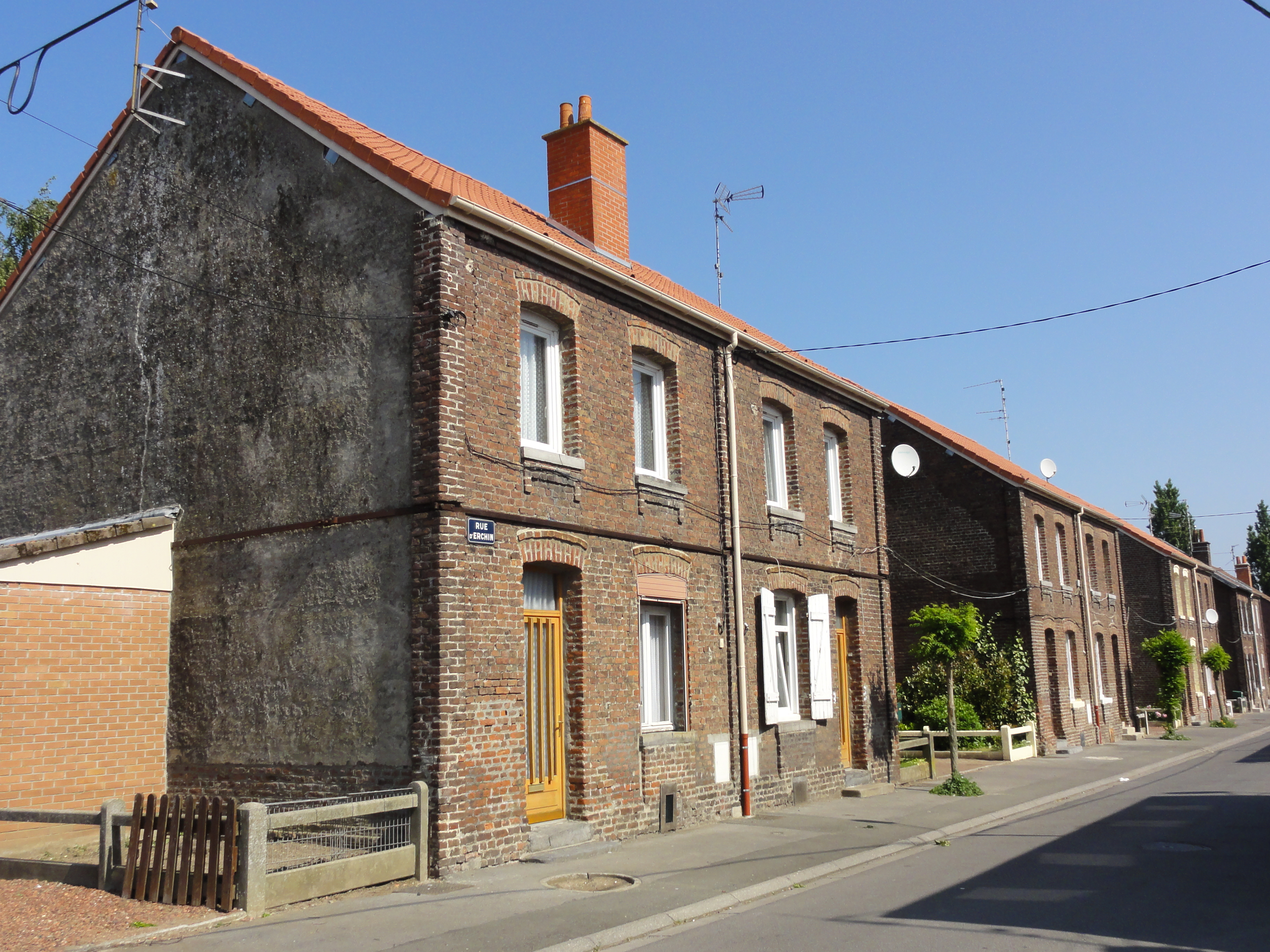
Des habitations groupées par deux.
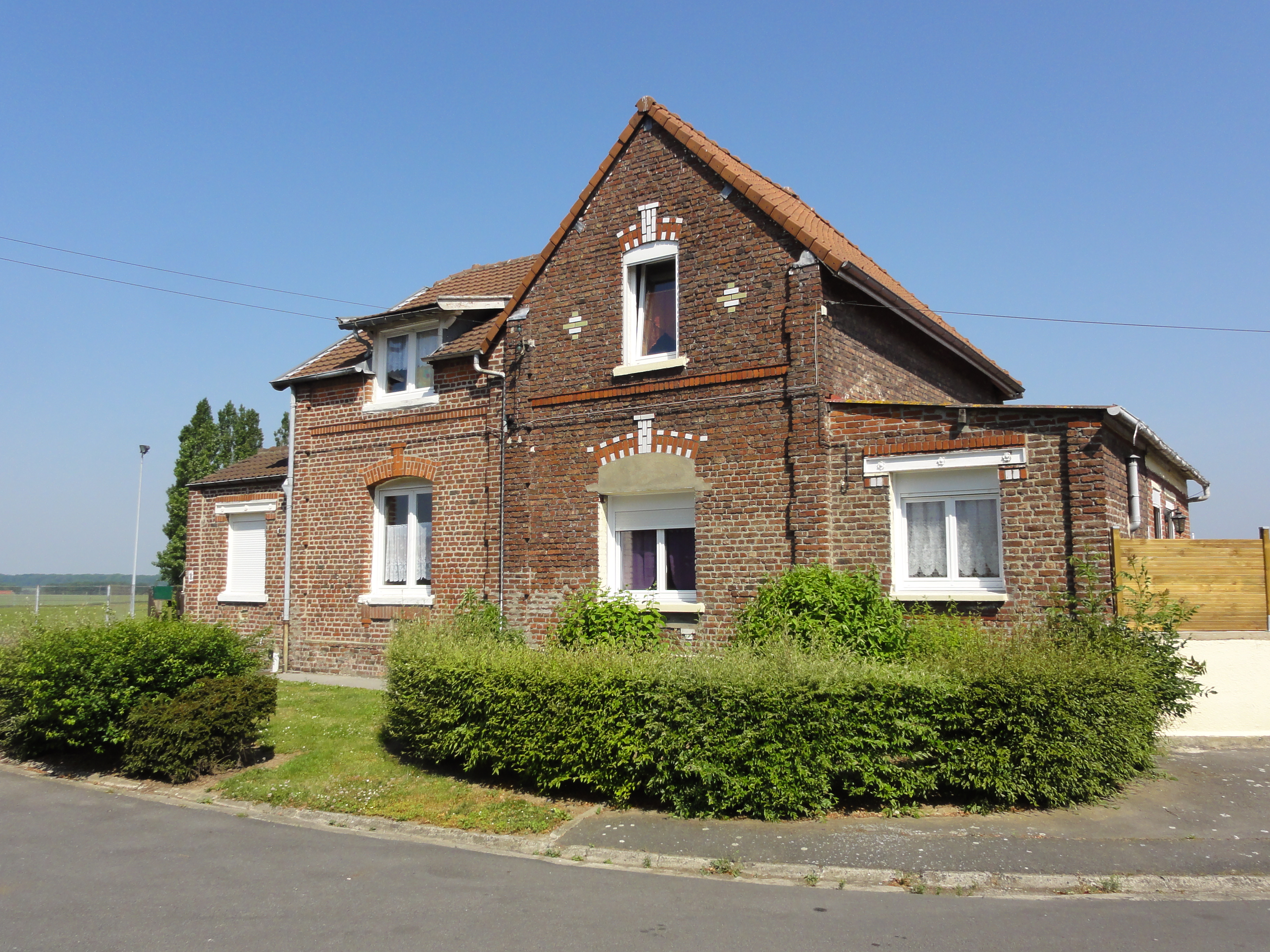
Des habitations groupées par deux.

### L'église

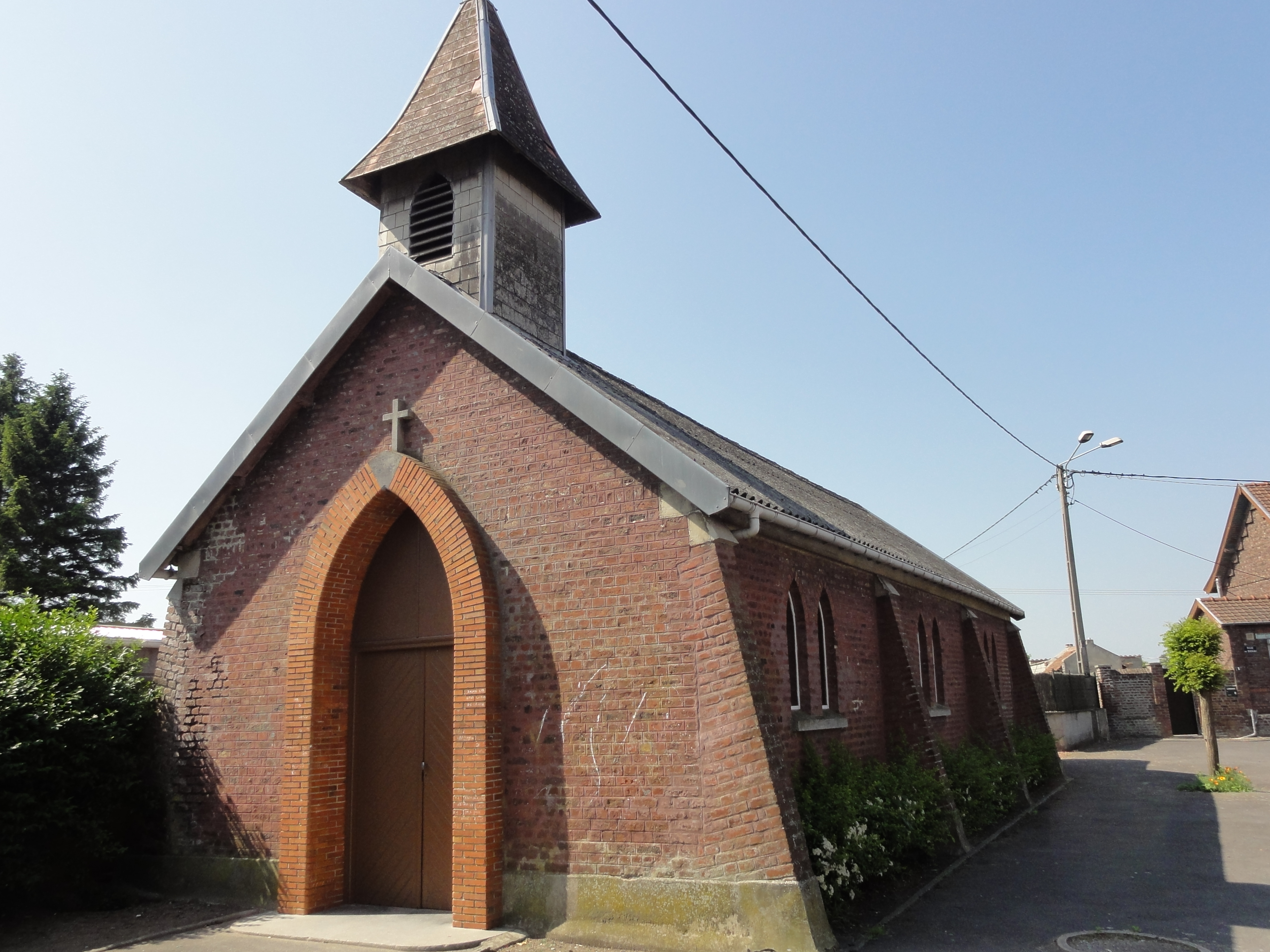
L'église.

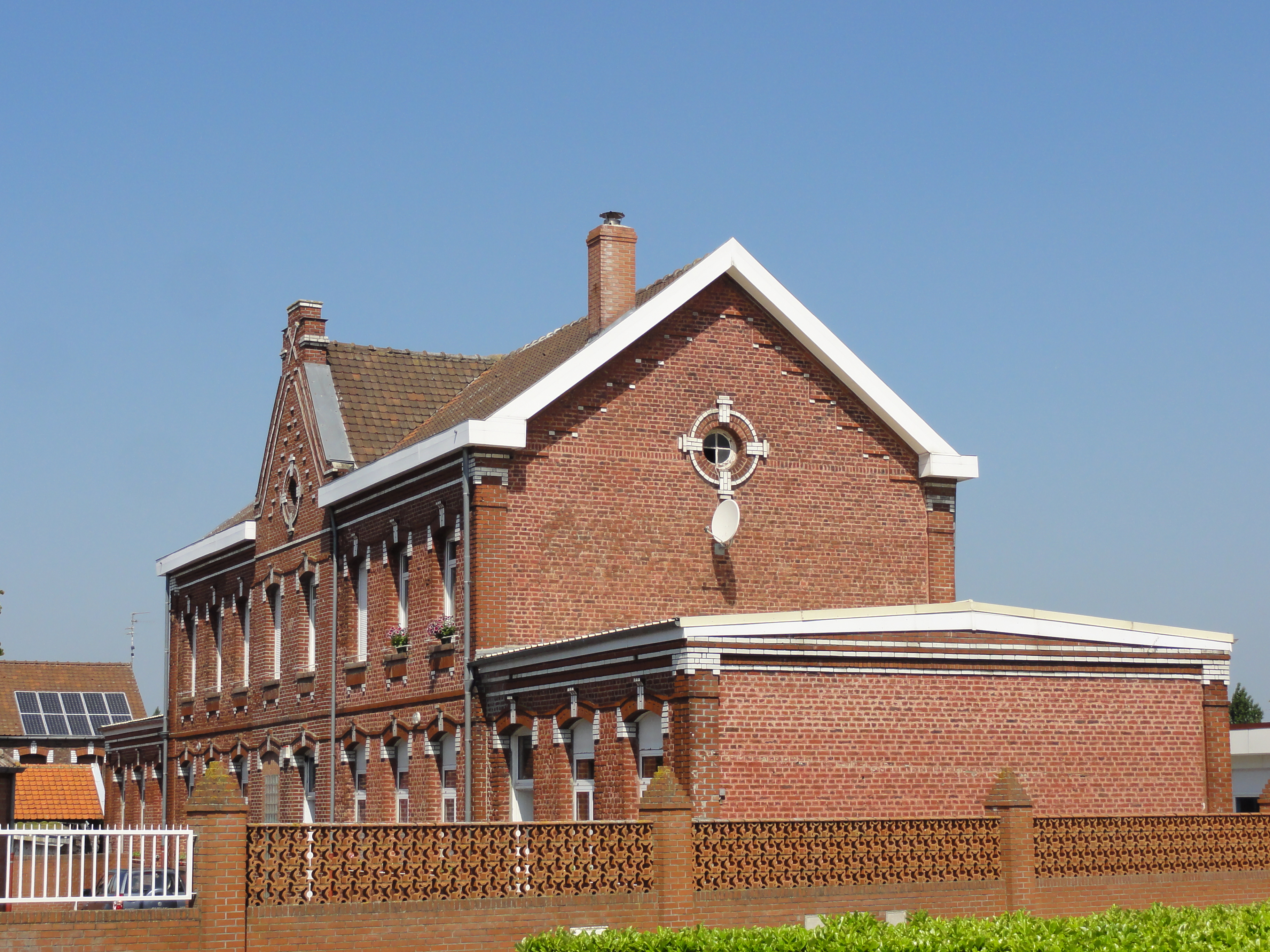
L'école.

50° 19′ 16″ N, 3° 12′ 17″ E
L'église a été bâtie au cœur de la cité Saint-Robert

### Les écoles
50° 19′ 21″ N, 3° 12′ 27″ E
Les écoles ont été construites près de la cokerie